# Sonata para violín n.º 2 (Ysaÿe)
La Sonata para violín solo, Op. 27, n.º 2 «Jacques Thibaud» es una sonata en cuatro movimientos que forma parte de las Seis sonatas para violín solo de Eugene Ysaÿe, cada una dedicada un violinista contemporáneo de Ysaÿe.

## Características de la sonata «Thibaud»
1. Obsesión; Prelude
2. Malinconia
3. Danse des Ombres; Sarabande
4. Les furias

La Sonata n.º 2 fue dedicada a Jacques Thibaud, un amigo de Ysaÿe. El hecho de que Thibaud hubiera vivido en la casa de Ysaÿe y el hecho de que Ysaÿe prestara en una ocasión su Guarnerius y su Stradivarius a Thibaud cuando su violín no estaba listo perfectamente ajustado para un concierto, muestra la admiración que Ysaÿe profesaba a su amigo.

### I. Obsesión –Preludio: Poco vivace
En el principio del movimiento, Ysaÿe directamente cita el principio del Preludio de la Partita n.º 3 en mi mayor para violín solo de J. S. Bach. Al igual que el Preludio de Bach, el movimiento se compone en su totalidad de virtuosísticas semicorcheas, sin embargo, el uso de Ysaÿe de la tonalidad cromática sitúa claramente a la pieza en el género de las composiciones del siglo XX. Aparecen con frecuencia numerosas citas al Preludio de Bach, mostrando la «obsesión» de Ysaÿe con Bach. Otro tema importante es el Dies Irae, un canto llano de la Misa de difuntos de la Iglesia católica. Ysaÿe emplea a menudo sus propios símbolos para indicar instrucciones específicas a los intérpretes; por ejemplo, en el compás 74 utiliza uno de sus símbolos sobre la primera nota de cada compás para indicar que estas notas deben ser tocadas con todo el arco.

### II. Malinconia –Poco lento
La Malinconia es muy similar al estilo contrapuntístico de Bach, quizás más que alguno de los movimientos de la segunda sonata. Emplea el ritmo de siciliano, que se encuentra en la primera sonata para violín solo de Bach. Curiosamente, se especifica que el violinista toque con una sordina, para amortiguar el tono y el volumen, algo bastante inusual para una sonata para violín solo. El dies irae no aparece hasta los compases finales del movimiento, donde se toca sin interrupciones sobre un pedal.

### III. Danse des ombres – Sarabande (Lento)
La zarabanda se basa en la forma tema y variaciones. El tema en sí es de nuevo una variación de Dies irae. En los primeros compases, el tema es tocado con pizzicato, haciendo que su sonido parezca al de una guitarra o laúd. El movimiento se compone de seis variaciones y cada variación se desarrolla poco a poco hasta el final. En la primera variación, por ejemplo, Ysaÿe indica al intérprete que no haga vibrato, con el fin de mantener un tono simple. La exigente última variación se compone de fusas en forte. Entonces, el tema se repite, pero esta vez, se toca con el arco.

### IV. Les Furies –Allegrofurioso
La melodía del Dies Irae aparece de forma recurrente durante todo el movimiento. Algunas figuras del Dies Irae son tocadas sul ponticello, por ejemplo, en los compases 41 y 58.